# Michael Chang
Michael Chang (n. 22 februarie 1972, Hoboken, New Jersey, SUA) este un fost jucător profesionist american de tenis, de origine chineză. În 1989, la vârsta de 17 ani, a câștigat turneul de la Roland Garros, în finală învingându-l pe Stefan Edberg, devenind astfel cel mai tânăr câștigător de Grand Slam la simplu masculin din toate timpurile. În runda a patra, el l-a învins  atunci pe numărul unu mondial Ivan Lendl.
A mai jucat alte trei finale de Grand Slam: în 1995 la Roland Garros , iar în 1996 la Australian Open și U.S. Open. A câștigat un total de 34 de turnee ATP de simplu, inclusiv șapte turnee din seria Masters. Cea mai bună clasare a sa în ierarhia mondială a fost pe locul 2.
Jocul lui Chang a fost construit pe viteză și determinare, reușind mai mereu să trimită mingea în terenul advers.
În 2008, a fost inclus în International Tennis Hall of Fame.
Din 2014, este antrenorul japonezului Kei Nishikori.

## Finale de Mare Șlem

#### Simplu: 4 (1–3)
| Rezultat | An   | Turneu          | Suprafață | Adversar      | Scor                    |
| -------- | ---- | --------------- | --------- | ------------- | ----------------------- |
| Campion  | 1989 | Roland Garros   | Zgură     | Stefan Edberg | 6–1, 3–6, 4–6, 6–4, 6–2 |
| Finalist | 1995 | Roland Garros   | Zgură     | Thomas Muster | 5–7, 2–6, 4–6           |
| Finalist | 1996 | Australian Open | Hard      | Boris Becker  | 2–6, 4–6, 6–2, 2–6      |
| Finalist | 1996 | US Open         | Hard      | Pete Sampras  | 1–6, 4–6, 6–7(3–7)      |